# NGC 744
NGC 744 est un amas ouvert situé dans la constellation de Persée. 
Il a été découvert par l'astronome britannique John Herschel en 1831. Selon la classification des amas ouverts, NGC 744 renferme moins d'une cinquantaine d'étoiles (la lettre p) dont les magnitudes sont réparties sur un intervalle moyen (le chiffre 2). La concentration d'étoiles est faible (IV). 